# Димитър Гърчев
Димитър Гърчев е български революционер, деец на Вътрешната македоно-одринска революционна организация.

## Биография
Гърчев е роден в село Долни Порой, тогава в Османската империя, днес Като Пороя, Гърция. Племенник е на войводата на ВМОРО и ВМОК Алексо Поройлията, заедно с него и Михаил Поройлията действат дълго време като харамии, като след серия от техни убийства в Горни и Долни Порой са извършени редица арести на местни българи. През 1902 година е четник при Симеон Молеров, а по-късно е самостоятелен войвода в родното му Поройско. При избухването на Балканската война в 1912 година е доброволец в Македоно-одринското опълчение и действа с четата на Панайот Карамфилович.